# Стебницька робітнича рада
Стебницька робітнича рада 1918 р.
Робітнича організація 28 листопада 1918 р. — червень 1919 р.
Головна причина її створення було припинення роботи заводу та погіршення умов життя робітників .Першою було утворено Дрогобицьку робітничу раду ,її голова Коцко В. Ф. відвідав засідання робітничих зборів в Стебнику, де наголосив на необхідності створення ради .Як приклад він навів історію Раду робітників — будівельників 1907 р. в Перемишлі.

Ради була утворена 28 листопада стали М. І. Кулик(голова) ,В. Барвінський (зам. голови) , В.Шашкевич (секретар) , В. Ф. Коцко ,К.Фаб як , Г.Юркін , І.Івасівка ,М. Уневич.  Засідання ради відбувалося в одному з приміщень Саліни, було створено ряд комісії .Рада по суті вигнала директора Штольора та вимагала призначити нового лікаря заводу, звинувативши старого в розкраданні цільових коштів .
1 грудня Рада встановила 8 годинний робочий час. 

8 грудня 1919 р. обидві ради уклали свої вимоги

— На 200% збільшити зарплату (з 1 лютого 1919) ;

— На 100% на утримання належних умов роботи ;

— Створити контроль над адміністрацією, особливо при прийомі на роботу та звільнення.

9 лютого 1919 вимога Ради до Адміністрації збільшити в 3 рази допомогу
робітникам, оскільки ціни на товари в Стебнику були 3 рази вищі ніж в дрогобичі. 

Рад ніяк не відреагувала на події В Дрогобичі середини квітня 1919 р. ,які радянською історіографією трактувалися як «комуністичне повстання».

Про це, майже виправдовуючись розповідав Кулик М. І.
«Повстання проти національної ради готувалося . Однак, ми Стебницька Рада були здивовані, коли 14 квітня довідалися що в Дрогобичі їде бій .Ми навіть і не припустити щоб це був виступ організований Ревкомом, бо підготовка до такого виступу тільки починалася .Наприклад, у нас ще не було організовано бойове відділення робітників, а тим більше селян, не було навіть призначено людей, які би мали керувати нами в боях .
А що найважливіше, ми зовсім не мали зброї .
Поки ми встигли зорієнтуватися в обстановці, настав вечір, а на ранок 15 квітня все було закінчено»  

Робітнича рада займалась в основному питаннями соціального захисту робітництва. Так, нею ставились вимоги запровадження 8 — годинного робочого дня, підвищення заробітної платні, охорони праці.

Однак радянські ідеологи членів цієї ради записали до затятих комуністів
При детальному вивченні тодішньої політично-економічної ситуації такого самоврядування. Серед цих причин можна назвати :
1. Важке матеріальне становище стебницьких робітників-шахтарів в умовах післявоєнної розрухи, нужди та злидні. (Недарма про ті важкі часи в Стебнику народ казав: «Прийшла Україна — стала біда по коліна»).
2. Надзвичайно тяжкі умови праці, травматизм.
3. Відсутність будь-якого соціального захисту з боку адміністрації, яка загалом складалась з чужинців.
4. Слабкий контакт з робітництвом з боку молодої західно-української держави, яка була не в змозі займатися вирішенням соціальних питань, бо в цей час на наші землі знову напала Польща.
З приходом польської влади діяльність Ради було припинено. 

Через те що багато членів Ради були прокомуністичних поглядів, у 1922 в місті існувала ячейка КПЗУ .Голова В.Веклюк , І. Є. Орсуляк ,Є. С. Білебко , І. О. Орсуляк ,П. І. Кулик ,П. С. Шашкевич.
А.Хома з Сільця , М.Метіль з Колпця .

В 1987 р. поблизу будівлі міської ради був встановлений пам'ятник 